# Horizons 3e
O Horizons 3e é um satélite de comunicação geoestacionário que foi construído pela Boeing Satellite Systems. Ele está localizado na posição orbital de 169 graus de longitude leste e é operado através da Horizons Satellite LLC uma joint venture entre a Intelsat e a SKY Perfect JSAT Group. O satélite foi baseado na plataforma BSS-702MP e sua vida útil estimada é de 15 anos.

## Lançamento
O satélite foi lançado com sucesso ao espaço em 25 de setembro de 2018, às 22:38 UTC, por meio de um veículo Ariane 5 ECA da empresa francesa Arianespace, que foi lançado a partir do Centro Espacial de Kourou na Guiana Francesa, juntamente com o satélite Azerspace 2/Intelsat 38. Ele tinha uma massa de lançamento de 6 441 quilogramas.

## Capacidade e cobertura
O Horizons 3e está equipado com transponders de banda C e uma carga útil de banda Ku de alto rendimento para fornecer serviços para aplicações de mobilidade aeronáutica e marítima que vão desde a Ásia e o Pacífico até a América do Norte no âmbito do projeto EpicNG. O satélite proporciona entre 25 e 30 gigabits por segundo de largura de banda para clientes fixos e móveis. O Horizons 3e foi colocado na posição orbital de 169 graus de longitude leste para substituir o Intelsat 805.